# François Bachimont
 (juillet 2025).
François Bachimont, né le 10 octobre 1844 à Courcelles-sous-Moyencourt (Somme) et mort le 16 mai 1933 à La Motte-Tilly (Aube), est un homme politique français.

## Biographie
Pharmacien à Nogent-sur-Seine, il est conseiller municipal en 1881 et maire en 1885. Conseiller d'arrondissement, puis conseiller général, il est député de l'Aube de 1894 à 1919, siégeant au groupe radical-socialiste. En 1898, il est reçu docteur en médecine. 